# Овчаров, Анатолий Алексеевич
Анатолий Алексеевич Овчаров (23.12.1917 — 19.09.2004) — российский авиаконструктор, лауреат Ленинской премии.
Член ВКП(б)/КПСС с 1949 г.
Окончил Рыбинский авиационный институт (1941).
С 1940 г. работал на моторостроительных предприятиях авиационной промышленности.
С 1955 г. заместитель, первый заместитель главного конструктора (гл. конструктор — Николай Дмитриевич Кузнецов) предприятия, в разное время носившего названия ГС объединенный ордена Ленина опытный завод № 276 МАП, Ордена Ленина Куйбышевский моторный завод МАП, Р-6639, Куйбышевское опытно-конструкторское объединение (ОКО) МАП, Куйбышевское НПО «Труд» МАП, п/я 78, Самарское Государственное ордена Ленина НПО (СГНПО) «Труд».
С 1993 г. на пенсии.
Главный конструктор двигателей НК-22, НК-144А, НК-25, НК-32.
Ленинская премия 1970 года — за участие в создании межконтинентального пассажирского самолёта Ил-62.
Почётный доктор Самарского государственного аэрокосмического университета имени академика С. П. Королёва (1996).